# Pitt Meadows—Maple Ridge
Pour les articles homonymes, voir Maple Ridge (homonymie).
Circonscription électorale fédérale du Canada
Pitt Meadows—Maple Ridge est une circonscription électorale fédérale de la Colombie-Britannique  (Canada). Elle comprend:
- Une partie du district régional de Fraser Valley dont une partie de la ville de Mission
- Une partie du district régional de Grand Vancouver comprenant les villes de Pitt Meadows et Maple Ridge ainsi que les réserves indiennes de Katzie, Langley et Whonnock[3].

Les circonscriptions limitrophes sont :
- au nord-est, à l'est et au sud-est : Mission—Matsqui—Abbotsford
- au sud : Langley Township—Fraser Heights
- à l'ouest : Coquitlam—Port Coquitlam et West Vancouver—Sunshine Coast—Sea to Sky Country[4].

Lors du redécoupage électoral de 2022, la circonscription s'agrandit à l'est d'une partie de l'ancienne circonscription de Mission—Matsqui—Fraser Canyon.

## Députés
| Législature                                                        | Années        | Député | Député      | Parti        |
| ------------------------------------------------------------------ | ------------- | ------ | ----------- | ------------ |
| Pitt Meadows—Maple Ridge Issue de Pitt Meadows—Maple Ridge—Mission |               |        |             |              |
| 42e                                                                | 2015–2019     |        | Dan Ruimy   | Libéral      |
| 43e                                                                | 2019–2021     |        | Marc Dalton | Conservateur |
| 44e                                                                | 2021–2025     |        | Marc Dalton | Conservateur |
| 45e                                                                | 2025–en cours |        | Marc Dalton | Conservateur |

## Résultats électoraux
|       | Candidat    | Parti        | # de voix | % des voix |
|       | Mike Murray | Conservateur | +16 373,  | 31,52 %    |
|       | Dan Ruimy   | Libéral      | +17 673,  | 34,02 %    |
|       | Bob D'Eith  | NPD          | +15 450,  | 29,74 %    |
|       | Peter Tam   | Vert         | +02 202,  | 4,24 %     |
|       | Steve Ranta | Indépendant  | +00252,   | 0,49 %     |
| Total | Total       | Total        | 51 950    | 100 %      |